# Llarás
Llaràs o Las Masías de Llarás (en catalán: Llaràs o les Masies de Llaràs) es un lugar del municipio de Bajo Pallars, en la comarca leridana del Pallars Sobirá. Está ubicado en el extremo SE del Pla de Corts, al sur de Peramea y al NE de Pujol. Quedan dos casas del antiguo pueblo, siendo el turismo rural su principal actividad (5 hab en 2013).

## Historia
El pueblo de Llarás ya es nombrado el año 1070 por una cuestión de diezmos, y la advocación de su templo a San Cebrián queda testimoniado en un documento de 1119. Su vinculación al monasterio de Gerri es absoluta, y aparece en la bula papal de Alejandro III, en la confirmación de bienes de dicho cenobio.
En 1860 el topónimo tan solo designaba una casa aislada.

## Cabana de la Mosquera
Así se denomina un dolmen que se encuentra a medio camino entre Llaràs y Peramea, rehecho casi en su totalidad para su uso reciente como cabaña rural. Está situado en una zona de campos de cultivo denominada les Esplanes, en medio de un prado entre encinares (el bosc de la Mosquera).